# ファミリーパーティー
「ファミリーパーティー」は、きゃりーぱみゅぱみゅの9枚目のシングル。2014年4月16日にワーナーミュージック・ジャパンから発売された。

## 楽曲について
表題曲は中田ヤスタカが映画『クレヨンしんちゃん ガチンコ!逆襲のロボとーちゃん』のテーマ曲として書き下したものであり、映画のコンセプトに合わせて「家族の絆」をテーマにした、感傷的な温かさを感じさせるポップスである。繊細で切なさのある歌詞は映画の世界観とリンクしてメッセージ性が高く、ゲーム効果音のような響きを織り交ぜたカラフルなエレクトリック・サウンドはロボット感あふれるものになっている。きゃりーは「今回は、家族をテーマにした曲なので、小さなお子さんから、お父さん、お母さんまで家族みんなで楽しんでもらえる曲になってます。日頃言いにくい感謝の言葉もこの曲を歌って伝えてもらえると思います！」とコメントを寄せている。

## タイアップ
- 映画『クレヨンしんちゃん ガチンコ!逆襲のロボとーちゃん』主題歌(#1)

きゃりーが映画の主題歌を歌うのは今回が初めてであり、また熱狂的「クレしん」ファンであるきゃりーが『クレヨンしんちゃん』の主題歌を歌うのはテレビシリーズで「キミに100パーセント」を歌って以来、二度目となる。

## チャート成績
2014年4月28日付オリコン週間シングルランキング（集計期間：4月14日-20日）で自身の最高位の2位（初動売り上げ枚数は1.57万枚）を獲得した。

## 収録曲

### CD
（全作詞・作曲・編曲：中田ヤスタカ）
1. ファミリーパーティー (3:37)
  - 東宝映画『クレヨンしんちゃん ガチンコ!逆襲のロボとーちゃん』エンディングテーマ
2. Scanty Skimpy (3:39)
3. インベーダーインベーダー -extended mix- (5:30)
4. ファミリーパーティー -instrumental- (3:37)
5. Scanty Skimpy -instrumental- (3:37)

### DVD （初回限定盤のみ添付）
- 初回限定盤A　キミに100パーセント振り付けビデオ
- 初回限定盤B　インベーダーインベーダー振り付けビデオ

## アートワーク
アートワークは3種類。まず初回盤Aのジャケットは、コラボを記念してクレしん風イラストになったきゃりー。初回盤Bのジャケットはロボットに扮したきゃりー、通常版のジャケットも多腕ロボットに扮したきゃりーで、いずれもロボットの無機質なイメージを裏切る、独特の可愛らしさが表現されている。アートワーク・クレジットは以下の通り。
- アートディレクター、デザイナー - STEVE NAKAMURA
- ヘア・メイク - 小西神士
- スタイリスト - 飯嶋久美子
- フォトグラファー - 半沢健

## ミュージックビデオ
ミュージックビデオは、謎の国で行なわれるルール不明な謎のスポーツ競技で、きゃりーがロボットと対戦するという、きゃりー版『パシフィック・リム』＋『ロボ・ジョックス』ともいえる内容となっている。対戦相手の段ボール製ロボットも、実は多腕ロボットきゃりーが操縦しているという設定である。途中、裏番組の歌謡ショーで歌うきゃりーのシーンも挟みつつ、白熱した試合はきゃりーがファインプレーで勝利する。
ミュージックビデオは3月半ばに神奈川県のスタジオで撮影された。今回使われた衣装は3種類。まず、メイン衣装となる競技ユニフォームは、ビデオのストーリーを踏まえてきゃりー自身が発案し、白を基調にカラフルなエナメル模様をあしらって、動きやすいようメッシュなどの生地で作られている。歌謡ショーでの衣装は、ロボットの機械的なイメージを表わすよう全身シルバーの生地で作られ、ダンサーの衣装もそれに倣っている。無国籍感を出すため、髪色や服の配色の不思議さに気が配られた。ロボットを操縦する多腕ロボットきゃりーの衣装は、もともと通常版ジャケットのアートワーク用として2週間ほどかけて制作されたものだが、きゃりー本人の意向でミュージックビデオにも登場することになった。ウィッグが思ったより重くて撮影に苦労したという。ミュージックビデオの制作スタッフは次の通り。
- 監督 - 田向潤[9]

ミュージックビデオは2014年4月8日に公開された。